# Каратал (Баймацький район)
Карата́л (рос. Каратал, башк. Ҡаратал) — присілок (колишнє селище) у складі Баймацького району Башкортостану, Росія. Входить до складу Акмурунської сільської ради.
Населення — 512 осіб (2010; 532 в 2002).
Національний склад:
- башкири — 100%